# Overkill: The Aileen Wuornos Story
Overkill: The Aileen Wuornos Story är en amerikansk TV-film från 1992 om Aileen Wuornos som åren 1989–1990 mördade sju män i Florida.

## Rollista
- Jean Smart – Aileen Wuornos
- Park Overall – Tyria Moore
- Tim Grimm – Steve Binegar